# Kokosznik (nakrycie głowy)

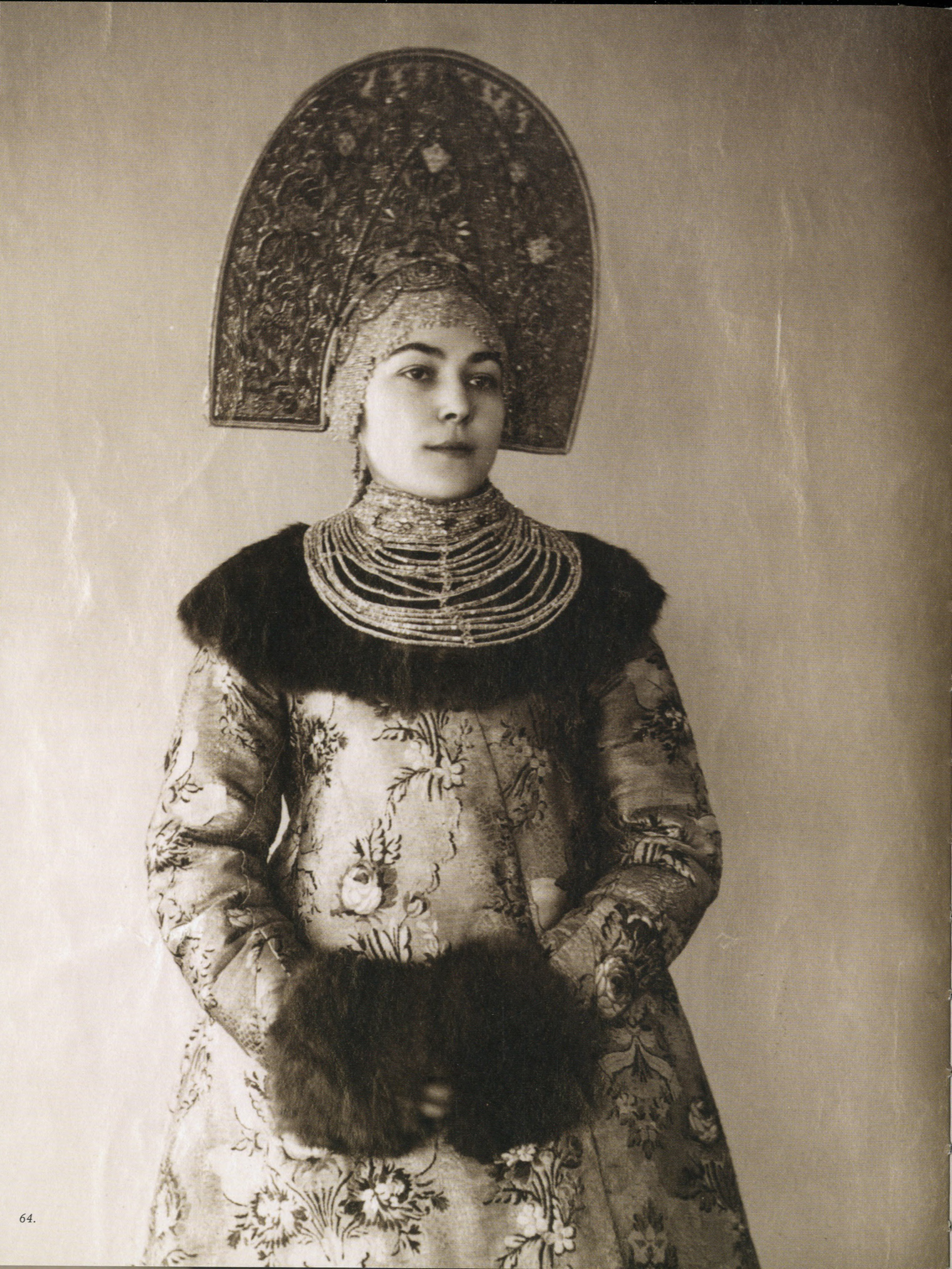
Dokumentacja fotograficzna kolekcji Natalii Szabelskiej ze zbiorów Rosyjskiego Muzeum Etnograficznego w Sankt Petersburgu - kokosznik z guberni włodzimierskiej

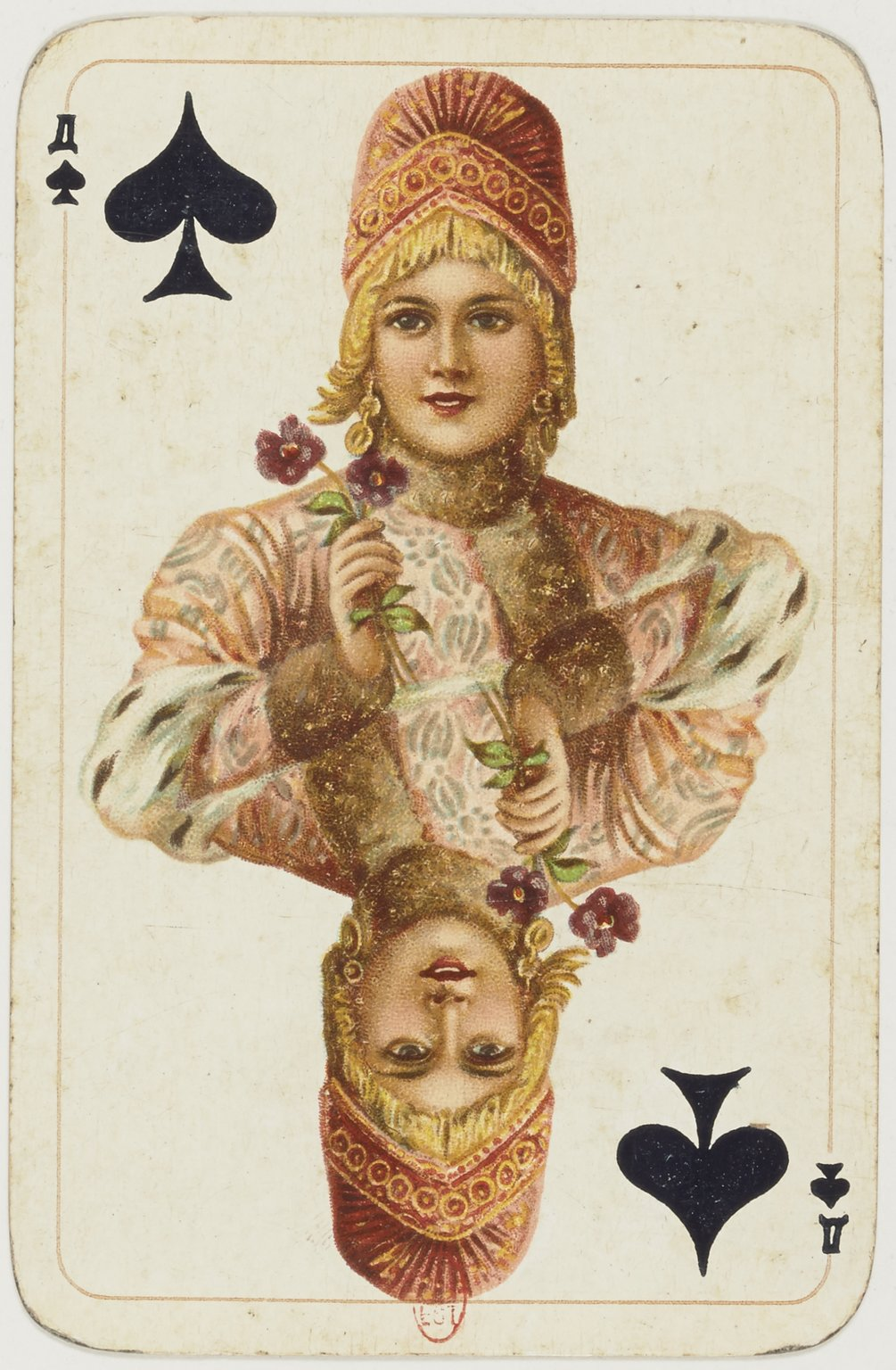
Dama pik w twerskim kokoszniku na niemieckiej talii kart z 1911 roku, wzorowana na obrazie Karła Weniga

Kokosznik (ros. кокошник) – typ ozdobnego, usztywnianego, wysokiego czepca, noszony przez zamężne kobiety w centralnej i północnej części Rosji przeduralskiej, często w zestawieniu z sarafanem. Jako element ubioru narodowego znany już od XVI wieku, ale rozpowszechniony w XVIII i na początku XIX wieku, stał się częścią stroju ludowego.
Wyrugowany na początku XVIII wieku z ubioru kobiet należących do wyższych warstw społeczeństwa rosyjskiego, powrócił do mody dworskiej za czasów Mikołaja I. Jubilerski kokosznik w formie półksiężyca, który nakrywano długim, koronkowym albo tiulowym welonem, łączono z utrzymanym w tej samej kolorystyce aksamitnym sarafanem. W takiej formie stał się reprezentacyjnym strojem cesarzowej i dam jej dworu.
Na przełomie XIX i XX wieku, w fazie jego zaniku, kokosznik w sztuce rosyjskiej stał się ogólnonarodowym symbolem tradycyjnego stroju i atrybutem pięknej kobiety. Zaczęto go łączyć z obrazem młodej, niezamężnej dziewczyny, mimo że był czepcem mężatek, jak też nazywać kokosznikami panieńskie typy nakryć głowy. Po wyjściu z użycia kokosznik stał się ostatecznie kostiumem scenicznym.

## Nazewnictwo
Nazwa czepca, pochodząca od staroruskiego określenia kwoki (кокошь), nawiązuje do kształtu kurzego grzebienia. Wśród różnych ludów zamieszkujących Rosję, ale także w innych krajach słowiańskich, spiczaste, rogate czy zbliżone do kształtu półksiężyca nakrycia głowy – w tym podobne do kokosznika czepce naczółkowe – miały uchronić kobiety przed złymi mocami i wpływać na ich płodność. Ochronną rolę takiego stroju głowy wzmacniały m.in. szklane koraliki czy haftowane przedstawienia ptaków.

## Sposób noszenia

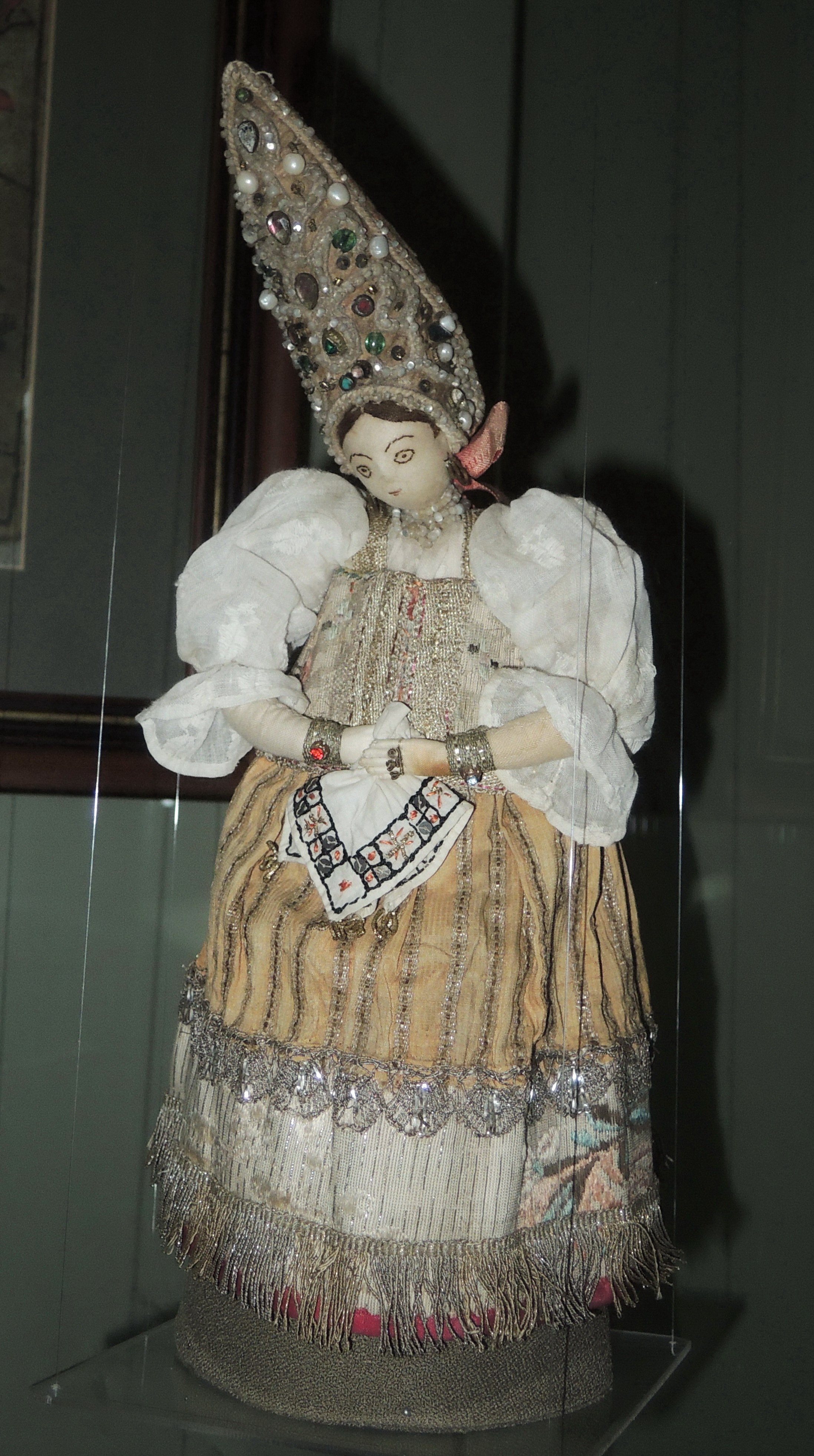
Lalka w stroju kostromskim z drugiej połowy XVIII wieku ze zbiorów Państwowego Muzeum Historycznego w Moskwie

Kokosznik sygnalizował stan cywilny i status majątkowy noszącej go kobiety. Jako strój głowy mężatki musiał zakrywać włosy, czym odróżniał się od innych, równie sztywnych, ale zwykle niższych i otwartych odmian, które nosiły niezamężne dziewczęta. Dodatkowo nakrywano go muślinową albo jedwabną chustą zwaną ubrusem, haftowaną metalowymi nićmi bądź wykonaną z wzorzystej tkaniny, czasami nawet z ciężkiego brokatu. Welony spływały na ramiona i plecy, ale mogły być również zawiązywane pod brodą.
Wśród chłopek kokoszniki były uważane za odświętny ubiór głowy, a w niektórych miejscowościach zakładano je jedynie w czasie uroczystości ślubnych. Do rosyjskich zwyczajów weselnych należało m.in. zdjęcie wieńca z głowy panny młodej, rozplecenie jej warkocza i nałożenie kokosznika, przy czym sama czynność włożenia czepca miała obrazować podporządkowanie mężatki nowo poślubionemu mężowi.

## Zróżnicowanie form
Bogato zdobione, sztywne i wysokie czepce były rozpowszechnione w czterech rejonach kraju. Obszary występowania różnych typów kokoszników w dużym stopniu pokrywały się z terytoriami dawnych ruskich księstw. Kokoszniki mogły być wysokie albo stosunkowo niskie, przybierać formy zwężające się bądź rozszerzać, przypominając półksiężyc albo łopatę, mieć kształt walca albo stożka.

## Zasięg występowania

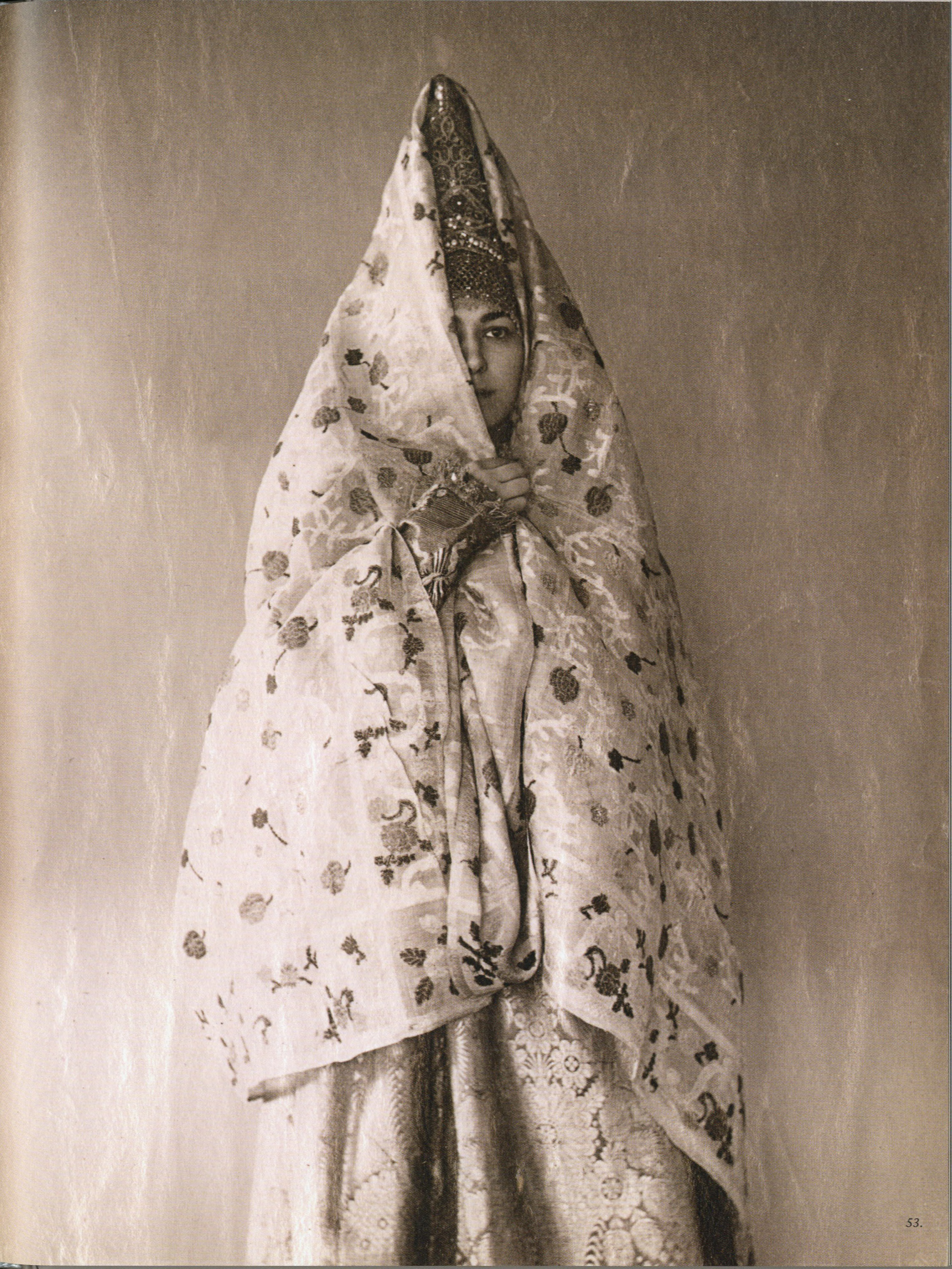
Sposób noszenia kokosznika wraz z ubrusem - dokumentacja fotograficzna stroju kostromskiego z kolekcji Natalii Szabelskiej w zbiorach petersburskiego muzeum etnograficznego

Na północnym zachodzie ich formy wyraźnie nawiązywały do rogatego kształtu kiczki czy soroki. Tego rodzaju kokoszniki nosiły mieszkanki ziemi nowogrodzkiej oraz okolic Pskowa czy Tweru.
Odmienną formę sztywny czepiec w typie kokosznika przybrał na terenie Rusi Włodzimiersko-Suzdalskiej, w okolicach Kostromy, Jarosławia, Włodzimierza, Niżnego Nowogrodu czy Moskwy. Wśród mieszkanek tego obszaru spłaszczona część kokosznika nad czołem upodobniła się do wydłużonej bądź szerokiej łopaty, dochodząc nawet do wysokości 60 cm.
Dwugrzebieniaste albo siodłowe nakrycie głowy było charakterystycznym elementem stroju mieszkanek centralnej części guberni kurskiej, zwłaszcza okolic Kurska. Noszono je także w zachodniej części guberni orłowskiej i na terenie ujezdu bogoduchowskiego w guberni charkowskiej.
Natomiast w okolicach Riazania, Tambowa i Woroneża kokosznik nawiązywał do jednej z odmian kiczki opadającymi po bokach elementami, które przypominały uszy. Ten typ stroju głowy już w XVI i XVII wieku był popularny wśród miejscowych członkiń rodzin urzędniczych i wojskowych.

## Rozprzestrzenianie się i zanikanie

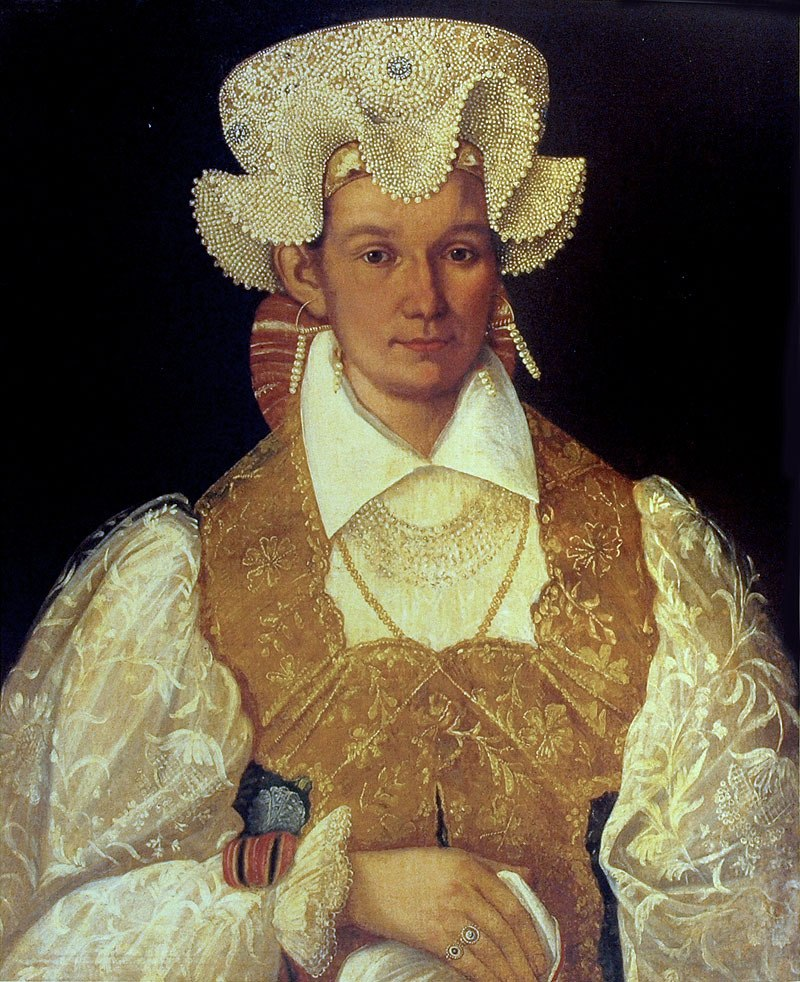
Perłowa dekoracja kokosznika wieśniaczki z okolic Niżnego Nowogrodu według portretu z lat 30. XIX wieku

Wraz z przyjmowaniem się mody zachodnioeuropejskiej wśród szlachty i bogatych mieszczan Moskwy i Petersburga, co było efektem polityki modernizacyjnej cara Piotra Wielkiego, kokosznik w formie z XVII wieku – wraz z innymi elementami stroju narodowego – w XVIII stuleciu przeszedł do ubiorów średniozamożnych i biedniejszych mieszczan. Szczególnie charakterystyczne formy przybrał w kilku ośrodkach, takich jak Tambow, Kaługa czy Twer. W wielu miastach kokoszniki noszono jeszcze w XIX wieku.
W tym też stuleciu i na początku XX wieku zestaw odzieżowy złożony z kokosznika wraz z koszulą i sarafanem, wraz z migrującymi kobietami, pojawił się również poza pierwotnym obszarem występowania – w rejonie Uralu, na Syberii i Powołżu oraz w kilku leżących na południu guberniach, m.in. woroneskiej. Starsze formy rosyjskiej odzieży i czepców naczółkowych przetrwały w społecznościach starowierów na terenie Rosji zauralskiej i w rejonach Powołża, jak i wśród Lipowian na Bukowinie.
Z czasem dawne formy odświętnych ubiorów narodowych zaczęły być wypierane przez nowszą odzież i tkaniny fabryczne, zwłaszcza w uprzemysłowionych regionach środkowej Rosji przeduralskiej. Do końca XIX wieku kokoszniki prawie zanikły na obszarze ich tradycyjnego występowania.

## Wytwórcy
Szyciem i ozdabianiem tego rodzaju nakryć głowy zajmowali się wyspecjalizowani rzemieślnicy, tzw. kokosznicy (ros. кокошницы), pracujący w miastach, większych wsiach i klasztorach. Profesjonalne wykonanie odróżniało kokosznik od innych czepców, które kobiety umiały wykonać samodzielnie.
Wykonywane przez kokoszników czepce stanowiły część wyprawy ślubnej i były przekazywane w żeńskiej linii z pokolenia na pokolenie. Zwyczaj ten dokumentują pochodzące z XIX wieku portrety kupcowych i bogatych chłopek, które noszą nakrycia głowy o formach typowych dla poprzedniego stulecia.

## Materiały

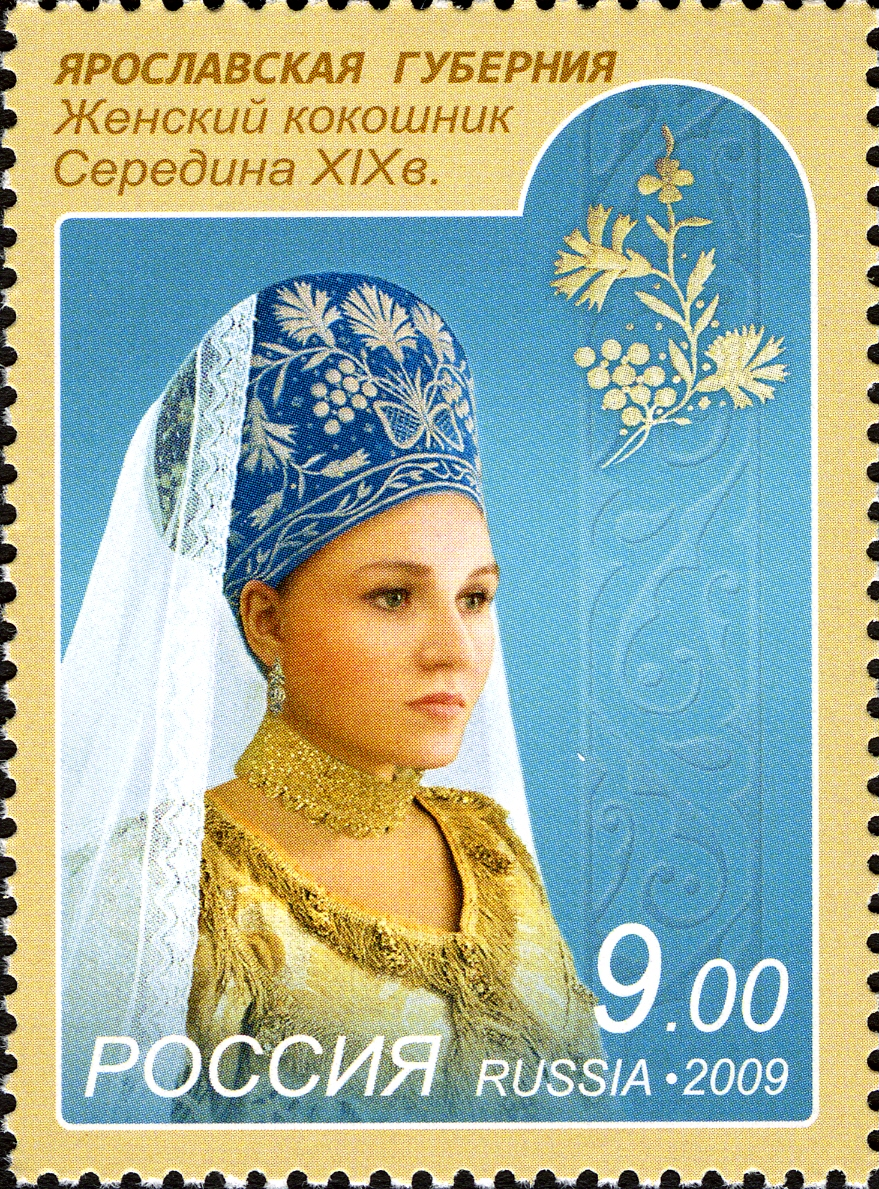
Jarosławski kokosznik na rosyjskim znaczku pocztowym z serii „Nakrycia głowy centralnej Rosji”

Kokoszniki wykonywano z kosztownych tkanin jedwabnych, głównie aksamitu, czasem też złotogłowia. Materiał usztywniano, naklejając go np. na twardą tekturę. Tkaniny używane na kokoszniki były przeważnie w odcieniu malinowym, rzadziej czerwone albo niebieskie. Czerwień jako jedna z dwóch barw życia – obok źółcieni, która symbolizowała światło – była niezwykle rozpowszechniona wśród rosyjskich kobiet jako kolor tkanin. Czerwień była zarówno barwą krwi, jak i wiązała się z wyobrażeniem piękna. Mniej popularne wśród Rosjan kolory, w tym m.in. błękit, upowszechniły się w strojach dopiero w XIX wieku.
Przyczepiane do dolnego brzegu czepca elementy, nazywane podnizami (ros. пoднизи), wykonywano z nanizanych na końskie włosie drobnych pereł. Mogły one przybierać formę ażurowych siateczek, falbanek albo zaokrąglonych ząbków, które niekiedy zakrywały całe czoło. W guberni pskowskiej powierzchnię kokosznika formowano w nietypowy sposób, uzyskując efekt czepca pokrytego szyszkami z pereł i białych koralików, co było reminiscencją kultu płodności.

## Elementy dekoracyjne

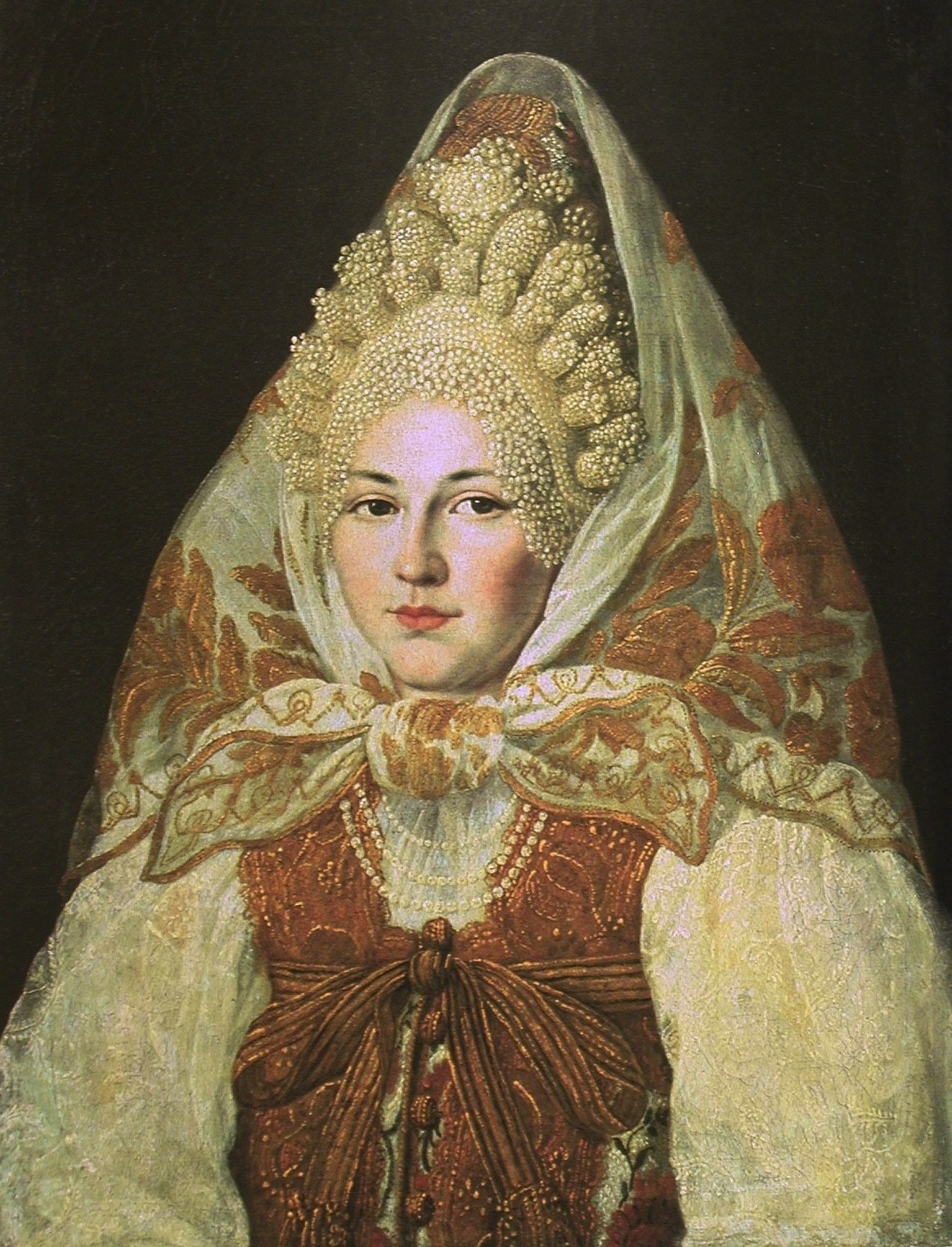
Portret kupcowej z Toropca w guberni pskowskiej z połowy XIX wieku

Kokoszniki często ozdabiano dużą liczbą pereł, kontynuując w ten sposób zarzucone po reformach Piotra Wielkiego tradycje zdobnicze. Podobną dekorację, która była wyrazem zamiłowania do wzbogacania stroju kameryzacją, stosowano w XVI i XVII wieku, gdy perły były gęsto naszywane na odzież dworską, a nawet stroje służby. Tradycja perłowych zdobień zanikła w ubiorach warstw wyższych w związku z forsowaną przez cara europeizacją odzieży elit społecznych, utrzymując się jednak w modzie mieszczańskiej.
Perłowa dekoracja kokoszników wykonywana była w formie haftów, siatek nad czołem i dodatkowego zdobienia naszywanych na czepiec koronek. Paciorki mogły być również wycinane z macicy perłowej albo produkowane ze sztucznych pereł. Ponadto kokoszniki dekorowano galonami i cekinami, barwionym szkłem, haftami wykonywanymi metalową nicią.
Do motywów zdobniczych występujących na kokosznikach należały ornamenty floralne, w tym m.in. tulipany i bukiety kwiatów obwiązane wstążkami, wazy, a także typowe dla rosyjskiej sztuki ludowej wyobrażenia ptaków, np. dwugłowych albo rozmieszczonych symetrycznie po obydwu stronach drzewa życia.